# 石橋幹一郎
石橋 幹一郎（いしばし かんいちろう、1920年（大正9年）3月1日 - 1997年（平成9年）6月30日）は、日本の実業家。ブリヂストンの社長・会長を務めた。ブリヂストンタイヤ創業者の石橋正二郎の長男。

## 来歴・人物
石橋正二郎の長男として福岡県久留米市に生まれる。旧制・中学明善校（現在の福岡県立明善高等学校）、福岡高等学校 （九州大学教養部の前身）を卒業後、1年間の浪人を経て1937年、東京帝国大学に進学。1943年に東京帝国大学法学部を卒業後、海軍主計科の短期現役（略称「短現」）に志願して海軍経理学校入学。1944年卒業。1945年に高等文官試験に合格するが、ブリヂストンタイヤに入社。7年間の工場勤務を経て、1952年に副社長に就任。1963年社長就任。1973年会長就任。1979年日本品質管理学会会長。1983年にはアメリカ・ファイアストン買収を主導するなど、ブリヂストンを世界的企業に成長させた。資本と経営の分離を標榜し、自身が会長に就任した際には、石橋家以外から社長を抜擢するなど同族企業からの脱皮も図った。1985年に名誉会長に就任し代表権を返上。1989年から1991年まで日本経済団体連合会副会長を務める。1995年に私財を投じて久留米市の石橋美術館の別館を寄贈。1997年に相談役に就任。その直後の6月30日に77歳で死去。墓所は多磨霊園（9区1種7側2番）。

## プリンス自動車役員

### 富士精密工業（たま自動車と合併前）の首脳陣一覧

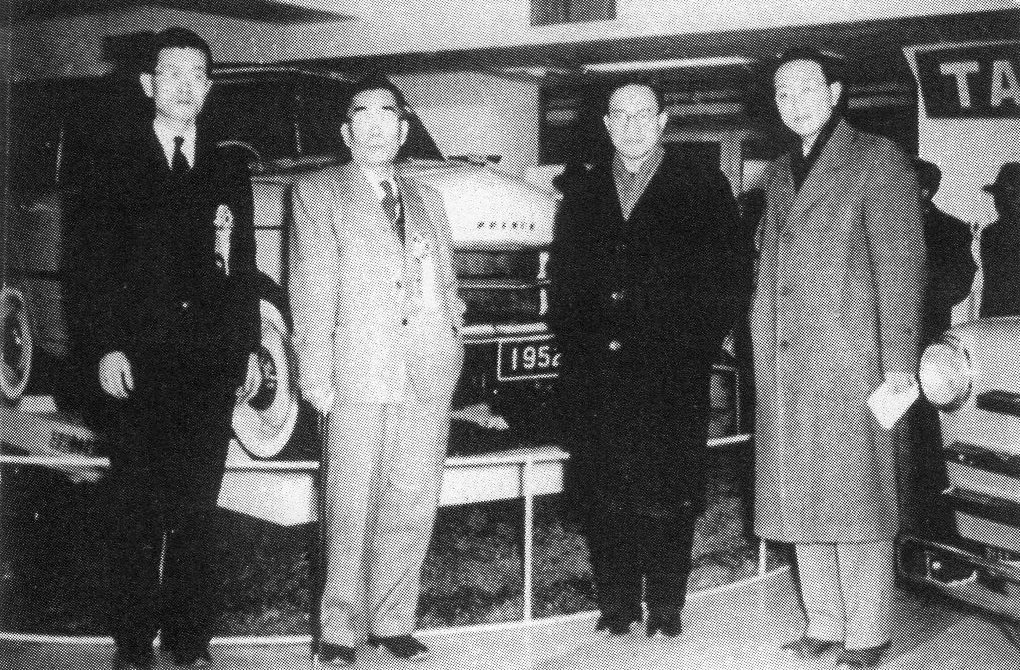
昭和27年（1952年）3月、東京京橋のブリヂストン・ビルでのプリンス車の発表展示会にて。たま自動車の首脳陣（「プリンス自動車工業」への社名変更や、富士精密工業との合併前）。左から外山保（専務 元立川飛行機試作工場長）、鈴木里一郎（社長）、石橋正二郎（会長 ブリヂストン社長）、石橋幹一郎（常務）。当時、石橋父子は、たま自動車と富士精密工業の役員を兼ねた。尚、たまと富士精密は後に対等合併し、富士精密工業を存続会社とした。

富士精密工業役員(1951年（昭和26年）4月30日時点)は、以下の通り(※岡本和理-（中島飛行機出身。プリンス自動車工業動力機構部長、日産中央研究所排気研究部長、日産工機社長、オーテックジャパン顧問を歴任）による)。
- 取締役会長 石橋正二郎
- 取締役社長 団伊能
- 取締役副社長 上条憲治
- 取締役専務 新山春雄
- 取締役常務 石橋幹一郎・天瀬金蔵・今井一雄・柴本重理・中川良一
- 監査役 重田益次・加嶋五郎

※上述の岡本の文献より、当時石橋幹一郎も名を連ねている事が分かる。
また、幹一郎は、プリンス・セダンや、S6系プリンス・グロリア試作車まで、プリンスの新車発表会や完成記念撮影の場に、父正二郎と共にたびたび現れていることも確認出来る。

## 親族
- 妹は鳩山安子、甥に鳩山由紀夫、鳩山邦夫がいる。
- 妻・朗子の兄は作曲家の團伊玖磨、父はプリンス自動車社長を務めた團伊能、祖父は三井合名理事長の團琢磨や、官僚上野季三郎。
- 子はブリヂストン監査役となった長男石橋寛他2人。
- 長女は宮原旭男爵の長男に嫁いだ。

## 叙勲
- 1981年（昭和56年）- 藍綬褒章。
- 1986年（昭和61年）- ベルギー王冠勲章コマンドール章。
- 1989年（平成元年）- フランス文芸勲章オフィシェ章。

## 名誉市民
- 1989年（平成元年）- 久留米市名誉市民。

## 遺産相続
ブリヂストン株式5000万株、土地、建物、美術品等の評価総額1646億円を遺したが、子供3人で相続した際に、相続税額が約1035億円となり、1998年（平成10年）当時の最高額となった。